# 新北市私立崇光高級中學
新北市私立崇光高級中學，簡稱崇光中學，是一間位在臺灣新北市新店區的天主教私立完全中學，設有國中部、高中部。

## 校史
1967年7月，天主教主顧傳教修女會會長溫萃珍修女創立「臺北縣崇光女子初級中學」，招收初一新生四班。1968年，配合九年國民義務教育，辦理財團法人登記，並增設高中部。1969年，臺灣省政府教育廳核准改為完全中學，更名為「臺北縣私立崇光女子中學」。1977年，增設國中部美術班。1979年，更名為「臺北縣私立崇光女子高級中學」。1981年，增設國中部音樂班。1996年，成立「崇光女中文教基金會」。2001年，創辦「崇光社區大學」，將文萃樓二、三樓闢為崇光社大專用教室。2005年，設立國中直升高中大學保證班。2010年10月25日，隨臺北縣改制升格為新北市而更名為「新北市私立崇光女子高級中學」。2020年3月，向教育部申請更改校名為「天主教崇光學校財團法人新北市崇光高級中等學校」，並於同年開始國中部全面招收男生。

## 歷任董事與校長
| 任別       | 稱謂         | 任期                       | 備註                               |          |
| 歷任校長   | 歷任校長     | 歷任校長                   | 歷任校長                           | 歷任校長 |
| ---------- | ------------ | -------------------------- | ---------------------------------- | -------- |
| 1          | 王秀菊修女   | 1967年7月-1990年1月        | 1990年1月病逝                      |          |
| 2          | 王德蘭修女   | 1990年2月1日-2001年1月     | 2001年1月調職                      |          |
| 3          | 魏孟穎修女   | 2001年1月-2011年9月5日     | 2011年9月5日病逝                   |          |
| 4          | 周麗修       | 2011年9月5日-2018年7月30日 | 2011年9月5日起代理，2012年正式聘僱 |          |
| 5          | 吉星台       | 2018年8月-2023年8月1日     |                                    |          |
| 6          | 蔡瑩冠       | 2023年8月1日-              |                                    |          |
| 歷任董事長 |              |                            |                                    |          |
| 1          | 羅光總主教   | 1967年7月-1979年7月        |                                    |          |
| 2          | 賈彥文總主教 | 1979年8月-1991年7月        |                                    |          |
| 3          | 狄剛總主教   | 1991年8月-2004年           |                                    |          |
| 4          | 羅慧兒修女   | 2004年8月-2014年7月        |                                    |          |
| 5          | 王德蘭修女   | 2014年7月至今              |                                    |          |

## 交流
- 2009年2月，與法國南特天主教私立中學（法语：Lycée externat des Enfants-Nantais）正式簽約締結姐妹校[7]。
- 2013年12月19日，與韓國釜山聖母女子高等學校（朝鲜语：성모여자고등학교）締結為姊妹學校[8]。

## 外部連結
- 天主教崇光女子高級中學 (學校網站) （页面存档备份，存于）